# Phyllactis formosa
Phyllactis formosa is een zeeanemonensoort uit de familie Actiniidae.
Phyllactis formosa is voor het eerst wetenschappelijk beschreven door Duchassaing in 1850.